# Пенепленізація
Пенепленізація (англ. peneplanation, нім. Bildung f einer Fastebene, рос. пенепленизация) – 
1) Вирівнювання земної поверхні (яка на попередньому етапі розвитку мала різко виражений рельєф) у результаті тривалого вивітрювання, розмиву атмосферними водами та ін. процесами денудації. Приводить до утворення пенеплену. 
2) Вирівнювання рельєфу, яке, на відміну від педипленізації, відбувається в умовах гумідного клімату шляхом загального вирівнювання (виположування) схилів, зниження водорозділів і розширення долин. 